# Capnodis tenebricosa
Capnodis tenebricosa è un grosso Buprestide di colore bronzeo superiormente mentre più scuro, quasi nero opaco nella parte inferiore, lungo fino a circa 2 centimetri, è diffuso e lo si trova con particolare frequenza nelle regioni più calde, presente in tutta l'Europa meridionale, Italia compresa, i territori che affacciano sul Mediterraneo, comprese anche alcune isole e a est fino in Bulgaria.
Gli adulti sono molto attivi durante i periodi più caldi e nei terreni incolti, se disturbati attuano la tecnica della tanatosi ovvero si fingono morti.
Si sviluppa fra le radici e quindi si trova nelle vicinanze di piante del genere Rumex.